# Юргинський міський округ
Юрги́нський міський округ (рос. Юргинский городской округ) — міський округ Кемеровської області Російської Федерації.
Адміністративний центр та єдиний населений пункт — місто Юрга.

## Історія
Юрга отримала статус міста обласного підпорядкування 15 липня 1953 року. 2004 року міська рада перетворена в Юргинський міський округ.

## Населення
Населення — 81073 особи (2019; 81533 в 2010, 85555 у 2002).